# ذراع العجافية

تعديل مصدري - تعديل

ذراع العجافية هي إحدى قرى عزلة سباح بمديرية سباح التابعة لمحافظة أبين، بلغ تعداد سكانها 88 نسمة حسب تعداد اليمن لعام 2004.